# ТЕС Дхуваран
22°14′22″ пн. ш. 72°45′11″ сх. д. / 22.23944° пн. ш. 72.75306° сх. д.
ТЕС Дхуваран – теплова електростанція на заході Індії у штаті Гуджарат. Перша індійська ТЕС, яка почала використовувати природний газ.
В 1964 – 1965 роках на майданчику станції стали до ладу чотири блоки з паровими турбінами General Electric потужністю по 63,5 МВт. В 1972-му їх доповнили двома паровими турбінами того ж виробника потужністю по 140 МВт. У 2007-му перші чотири блока вивели з експлуатації, тоді як потужність п’ятого та шостого деномінували до 110 МВт, а за три роки зупинили і їх.
В 2004-му став до ладу перший блок комбінованого парогазового циклу потужністю 106,6 МВт. Встановлена у ньому одна газова турбіна потужністю 67,9 МВт живить через котел-утилізатор одну парову турбіну з показником 38,8 МВт.
У 2006 – 2007 роках запустили другий парогазовий блок потужністю 112,5 МВт. Встановлена у ньому одна газова турбіна потужністю 72,5 МВт живить через котел-утилізатор одну парову турбіну з показником 39,9 МВт.
Нарешті, у 2014-му ввели в експлуатацію третій парогазовий блок потужністю 375 МВт, в якому одна газова турбіна потужністю 245 МВт живить через котел-утилізатор одну парову турбіну з показником 130 МВт.
Електростанція первісно використовувала природний газ, який подали на майданчик через газопровід Камбей – Дхуваран – перший (чи один з перших) в історії Індії. Наразі забезпечення відбувається через перемичку довжиною 31 км та діаметром 450 мм від трубопроводу Бхедбут – Ананд. 
Видача продукції відбувається по ЛЕП, розрахованим на роботу під напругою 132 кВ та 230 кВ.